# Long Chris
Pour les articles homonymes, voir Chris et Blondieau.
 Long Chris — nom de scène de Christian Blondieau — né le 26 janvier 1942 à Paris, est un parolier et chanteur de rock et de musique folk français.

## Biographie

### Carrière
Chanteur du groupe Long Chris & les Daltons dans les années 1960, il est aussi parolier, notamment pour Johnny Hallyday. Il écrit ou adapte, à partir de 1965, de nombreux titres pour celui dont il était déjà l'ami quand il ne s'appelait encore que Jean-Philippe Smet. Il est notamment l'auteur de La Génération perdue, Si j'étais un charpentier, Je suis né dans la rue, Gabrielle, ou encore Joue pas de rock'n'roll pour moi.
Le groupe Les Daltons se compose de :
- Long Chris (Christian Blondieau), au chant,
- Peter (Jean-Pierre Bordy), à la guitare solo,
- de Wimp (Gérard François), à la guitare rythmique,
- de Rick (Richard Muller), à la guitare basse,
- de Jimmy (Claude Hampel), à la batterie, qui sera directeur du mensuel Cahiers Bernard Lazare et chevalier des Arts et des lettres. Ce dernier décèdera à Paris le 11 novembre 2016.

Christian Blondieau est aujourd'hui un spécialiste des antiquités militaires et l'auteur d'ouvrages historiques. Il possède un magasin d'antiquités dans le quartier du Village suisse à Paris et travaille également comme expert en ventes publiques auprès de plusieurs commissaires-priseurs.
Dans les années 2010, Long Chris renoue avec la chanson et se produit dans différents clubs, notamment au Petit Journal Montparnasse à Paris.

### Vie privée
Il est le père d'Adeline Blondieau, qui a été deux fois l'épouse de Johnny Hallyday (de 1990 à 1992 et de 1994 à 1995). Il est aussi le père de l'avocat Alexandre Blondieau.

## Discographie

### Super 45 tours
Long Chris et les Daltons
- 1962 : Dalton City (Asaldo - Jean-Pierre Bordy), Hello Josephine (My Girl Josephine) (Fats Domino - Dave Bartholomew - J. Dam - T. Ferran), Monsieur Pas d'chance (Mr Loneliness) (Brad Boobis - Robert Stephens - Neil Nephew - J. Dam - T. Ferran), Beau blond bébé (Big Blon' Baby) (Kenny Jacobson - Rhoda Roberts - Jacques Dambrois) / (EP Pacific 91495)
- 1962 : Ma verte prairie (Evergreen Tree) (Aaron Schroeder - Henri Kubnick - Gisèle Vesta - Wally Gold), Si tu crois (Hot Dollar) (Gisèle Vesta - Ollie Jones), Tu peux faire ça pour moi (Tryin’ To Get To You) (Charles Singleton - Fernand Guiot - Roger Landy - Rose Marie McCoy), Qui te le dira ? (I’m Gonna Get You) (Claude Nicolas - Georges Garvarentz - Hank B. Marvin - Ian Samwell) / (EP Philips 432781)
- 1962 : Je reviendrai (I’m Going Home) (Bob Bain - Pierre Saka), Avoue que c'est formidable (Got A Funny Feeling) (du film The Young Ones) (Fernand Bonifay - Hank B. Marvin - Bruce Welch), Talhassie Lassie (Tallahassee Lassie) (F. C. Slay - Bob Crewe - P. A. Picariello - Guy Bertret - Roger Desbois), Comme l'été dernier (Dancing Party) (Kal Mann - Dave Appell - Gisèle Vesta) / (EP Philips 432818).
- 1963 : Ma guitare et mes bottes (Jean-Jacques Debout), Le Cavalier du crépuscule (We're Gonna Move) (Elvis Presley - Jacques Poterat - Vera Watson), Cow-Boy solitaire (André Borly - Jacques Dambrois - Ralph Bernet), The Ballad Of Jesse James (Traditionnel) / (EP Philips 432897).

Long Chris et les Cowden
- 1963 : Je suis un cavalier solitaire (Lonesome Traveler) (Lee Hays - Manou Roblin), Le Train qui part ce soir (Long Chris - Manou Roblin), Billy The Kid (Georges Liferman), Pour nos joies et pour nos peines (Jean-Jacques Debout - Folklore) / (EP Philips 434923 BE).

Long Chris
- 1964 : Ballade à Michelle (What Can I Do ?) (Bob Andriani - Long Chris), Peggy'O Blues (Jacques Plante - Jean-Pierre Calvet), Je vois le jour (I Saw The Light) (Hank Williams - Long Chris), Fraulein (Hubert Wayaffe - Lawton Williams) / (EP Philips 434974 BE).
- 1966 : Le Rebelle (The Rebel) (I. Mc Culloch - Long Chris), Est-il si dur de sécher ses pleurs ? (Long Chris), Ce grand garçon (Long Chris), Elle m'appartient (She Belongs To Me) (Bob Dylan - Long Chris) / (EP Philips 437181 BE).
- 1966 : Plan de fugue (Long Chris), Tu ne seras pas mon ami (Long Chris),  La Ballade du fils indigne (Long Chris), Rêve mythologique (Long Chris) / (EP Philips 437212 BE).
- 1966 : La Génération perdue (Johnny Hallyday - Long Chris), Le Chat revient (Steve Waring - Long Chris), Haschish (Steve Waring - Long Chris), Auto-extermination (Long Chris) / (EP Philips 437283 BE).
- 1967 : La Petite fille de l'hiver (Éric de Marsan - Long Chris), L'Orphelin et le tambourin (Long Chris), Elle t'attend (Long Chris), À la cour du roi Johnny (à travers Épinal) (Éric de Marsan - Long Chris)[Note 1]/ (EP Philips 437321 BE).
- 1967 : Les Murs blancs (Éric de Marsan - Long Chris), Paris se saborde (Long Chris), Prière pour Hellodarkness (Long Chris), La Voix du poète (Éric de Marsan - Long Chris) / (EP Philips 437397)

### Albums
Long Chris
- 1966 : Chansons bizarres pour gens étranges : Auto-extermination (Long Chris), Le Petit soldat de plomb (Long Chris), Haschish (Steve Waring - Long Chris), Le Rebelle (The Rebel) (I. McCulloch - Long Chris), Elle m'appartient (She Belongs To Me) (Bob Dylan - Long Chris), La Ballade du fils indigne (Long Chris), Le Chat revient (Steve Waring - Long Chris), Névralgie particulière (Éric de Marsan - Long Chris), Première interview (Goldwatch Blues) (Long Chris - Mick Sohley), Tu ne seras pas mon ami (Long Chris), Ballade à Michelle (Bob Andriani - Long Chris), Plan de fugue (Long Chris) / (LP Philips 70.353)[3],[4].

### CD
Long Chris et les Daltons
- 1990 : Le Rock C'est Ca ! : Qui Te Le Dira ? / Tu Peux Faire Ca Pour Moi / Si Tu Crois / Ma Verte Prairie / Je Reviendrai / Talhassie Lassie / Avoue Que C'est Formidable / Comme L'été Dernier	/ Le Cavalier Du Crépuscule / Le Train Qui Part Ce Soir	/ Je Suis Un Cavalier Solitaire	/ Je Vois Le Jour	/ Fraulein / Le Rebelle	/ Elle M'appartient / Plan De Fugue / Tu Ne Seras Pas Mon Ami / La Ballade Du Fils Indigne / La Génération Perdue / Le Chat Revient / Hachisch / Auto Extermination / Névralgie Particulière	/ Première Interview / (PolyGram Distribution 842 051-2)
- 2002 : Twistin' The Rock Vol.12 : Ma Verte Prairie / Si Tu Crois	/ Tu Peux Faire Ca Pour Moi / Qui Te Le Dira ? / Je Reviendrai / Avoue Que C'Est Formidable / Talhassie Lassie	/ Comme L'Eté Dernier / Ma Guitare Et Mes Bottes / Le Cavalier Du Crépuscule / Le Cow-Boy Solitaire / La Ballade De Jesse James / Je Suis Un Cavalier Solitaire / Le Train Qui Part Ce Soir / Billy The Kid / Pour Nos Joies Et Pour Nos Peines / Ballade A Michelle / Peggy O'Blue / Je Vois Le Jour / Fraulein / Le Rebelle / Est-Il Si Dur De Sécher Ses Pleurs ? / Ce Grand Garçon / Elle M'Appartient / Plan De Fugue / Tu Ne Seras Pas Mon Ami / La Ballade Du Fils Indigne / Rêve Mythologique / La Génération Perdue / Le Chat Revient / Hachisch / Auto-Extermination / La Petite Fille De L'Hiver / L'Orphelin Et Le Tambourin / Elle T'Attend / A La Cour Du Roi Johnny (à travers Épinal) / Les Murs Blancs / Paris Se Saborde / Prière Pour Hellodarkness / La Voix Du Poète / (2 x CD Mercury 586 489-2)

Long Chris
- 2016 : Chansons bizarres pour gens étranges : Auto-extermination (Long Chris), Le Petit soldat de plomb (Long Chris), Haschish (Steve Waring - Long Chris), Le Rebelle (The Rebel) (I. McCulloch - Long Chris), Elle m'appartient (She Belongs To Me) (Bob Dylan - Long Chris), La Ballade du fils indigne (Long Chris), Le Chat revient (Steve Waring - Long Chris), Névralgie particulière (Éric de Marsan - Long Chris), Première interview (Goldwatch Blues) (Long Chris - Mick Sohley), Tu ne seras pas mon ami (Long Chris), Ballade à Michelle (Bob Andriani - Long Chris), Plan de fugue (Long Chris), La Petite fille de l'hiver (Eric de Marsan - Long Chris), L'Orphelin et le tambourin (Long Chris), Elle t'attend (Long Chris), A la cour du roi Johnny (à travers Épinal) (Eric de Marsan - Long Chris), Les Murs blancs (Eric de Marsan - Long Chris), Paris se saborde (Long Chris), Prière pour Hellodarkness (Long Chris), La Voix du poète (Eric de Marsan - Long Chris) + Je rentre (2016) (Grégoire Garrigues - Long Chris) / (CD Rock Paradise Records RPRCD 39)
- 2017 : Chansons bizarres pour gens étranges volume 2 : Maldoror (d'après Lautréamont), Je te Salue Vieil Océan (d'après Lautréamont), Un Dernier Regard, Je Rentre, Madame de... S'amuse, Regarde Comme Elle me Regarde, J'aimerais Savoir, La Fille Qui Chante dans le Métro, Dirige tes Talons en Arrière, C'était le Temps Où l'on Se Disait Vous, Je Suis Celui Qui T'attend Sous la Pluie, Depuis Qu'tu l'as Touchée, Il, Que Peut-être... Toi Aussi, J'attends l'amour Que Tu Me Dois Depuis Longtemps (Grégoire Garrigues - Long Chris) + Voyage au Pays des Vivants (2017) (MickJones - Tommy Brown - Long Chris) / (CD Milano Records Mil-Rec 004)
- 2018 : Chansons bizarres volume 3 : J'ai Vu Ce Qui Est Ecrit (d'après J-P Mariage), Tu me Perds et Je te Perds, J'avais Raison de Dire à une Femme..., Le Cri, Je me Suis Réveillé dans ton Matin, Sans Titre (d'après J-P Mariage), Partis Trop Loin, Tu N'es Pas Elle, Saisons, Les Gens, Elle N'est Pas Toi, En Cavale, Ne Tirez Pas les Rideaux, Dépêchons-nous de Parler (Grégoire Garrigues - Long Chris) / (CD Milano Records – Mil-Rec 007)

,

### Participations
- 1966 : le 1er juin 1966 Europe 1 retransmet un mini-concert de Johnny Hallyday. Parmi les titres diffusés figure une reprise de Blue Suede Shoes (Carl Perkins) interprétée par Long Chris et Dick Rivers[7].
- 2014 : Chris Evans: Sur la route : Ton cœur tricheur (Your Cheating Heart) (Hank Williams - Chris Evans) duo Chris Evans et Long Chris / (CD Disques Pin Up CDA 122)

## Chansons et interprètes
De 1965 à 1984, Long Chris a écrit 42 chansons pour Johnny Hallyday.
- 1966 : Cédric et Cléo: Alors tant pis (Long Chris - Richard Fontaine)
- 1966 : Annie Markan: Fière allure et cheveux longs (Mohair Sam) (Dallas Frazier - Long Chris)
- 1966 : Catherine Ribeiro: Ecoute ma voix (Eric de Marsan - Long Chris)
- 1967 : Catherine Ribeiro: Ballade à Michelle (Long Chris)
- 1967 : State Of Micky And Tommy: Quelqu'un qui part (Someone Like You) (MickJones - Tommy Brown - Long Chris)
- 1967 : Herbert Léonard: Il serait doux d'être aimé par vous (How Sweet It Is To Be Loved By You) (Brian Holland - Lamont Dozier - Long Chris)
- 1968 : Herbert Léonard:	Corinne (Corrina) (Tommy Bown - Mick Jones - Long Chris) / Oui dans ma vie (For Once In My Life) (Long Chris - Orlando Murden - Ronald Miller) / J'ai l'amour dans les mains (I Feel Love Coming On) (Barry White - Long Chris - Paul Politi) / Je voudrais seulement être une larme (Herbert Léonard - Long Chris)
- 1968 : Gilles Dreu: La Belle aurore (Jean-Pierre Sabard - Long Chris - Vline Buggy)
- 1968 : Nancy Holloway: J'ai du perdre mon chemin (Eric de Marsan - Long Chris)
- 1968 : Hervé Villard: Sèche tes larmes Maria (Margarida) (Guttemberg Guarabyra - Long Chris)
- 1968 : Gaby Rénal : J'ai peur, je t'aime (Long Chris - Jean Bernard)
- 1968 : Ronnie Bird: De l'autre côté du miroir (Long Chris - Mick Jones - Tommy Brown)
- 1969 : Herbert Léonard: L'Amour attend (Smiling Faces) (Jim Capaldi - Steve Winwood - Long Chris)
- 1971 : Twinkleberry et Les Tim's: Combien de larmes avec l'amour ? (Jean Bernard - Long Chris)
- 1974 : Jean-Luc Ferré: Je suis né dans la rue (Long Chris - Mick Jones - Tommy Brown)
- 1975 : Sylvie Vartan: Toi et moi (Johnny Hallyday - Long Chris)
- 1975 : Corinne Sauvage: L’amour est à moi et je suis à lui (D. Fargo - Long Chris) /	Des yeux bleus ont pleuré (D. Fargo - Long Chris)
- 1978 : Lucky Blondo: Il peut partir (He'll Have To Go) (Audrey Allison - Jerry Allison - Long Chris)
- 1981 : Virginia Truckee : Vas-y Cow-Boy (Long Chris - Paul Davis) Chanson chantée par Jacques Mercier
- 1983 : Nathalie Lhermitte: Jérôme (Julien Lepers - Long Chris - Vline Buggy)
- 1983 : Warum Joe: Gabrielle (The King Is Dead) (Long Chris - Patrick Larue - Tony Cole)
- 1989 : Les Satellites: Dégage ! (Slow Down) (Larry Williams - Long Chris)
- 1993 : Starshooter: Gabrielle (The King Is Dead) (Long Chris - Patrick Larue - Tony Cole)
- 1994 : Charly Lewis : La Fille de l'été dernier (Summertime Blues) (Eddie Cochran - Jerry Capehart - Long Chris)
- 1996 : Gilbert Montagné: Gabrielle (The King Is Dead) (Long Chris - Patrick Larue - Tony Cole)
- 2006 : Jeanphilip: Gabrielle (The King Is Dead) (Long Chris - Patrick Larue - Tony Cole)
- 2017 : Thomas Dutronc: Gabrielle (The King Is Dead) (Long Chris - Patrick Larue - Tony Cole)
- 2018 : Sylvie Vartan: Gabrielle (The King Is Dead) (Long Chris - Patrick Larue - Tony Cole)